# Francis Sejersted
Francis Sejersted (født 8. februar 1936, død 25. august 2015) var en norsk historiker med hovedvægt på moderne økonomisk historie samt skandinavisk historie i 1800- og 1900-tallet. Han er mest kendt fra tiden han sad som formand i Den Norske Nobelkomite (1991 til 1999). Han var leder for Ytringsfrihetskommisjonen 1996-1999 og bestyrelsesformand i institutionen Fritt Ord fra 2000 til 2011.

## Baggrund
Sejersted var søn af højesteretsadvokat Fredrik Christian Steffens Sejersted, han var barnebarn af Francis Harbitz og fætter til Hans Fredrik Dahl og Knut S. Selmer. Selv om familien havde lange juristtraditioner, valgte han at studer filologi. Han var formand i Den Konservative Studenterforening 1957 og Det norske Studentersamfund 1962. Sejersted tog hovedfag i historie i 1965.
Sejersted gennemførte Forsvarets russisk kursus. Russisk kundskaberne gjorde det blandt andet mulig for ham at studer ved Statsuniversitetet i Moskva, og efter dette studieophold udgav han Moscow diary i 1961.
Han er far til juristen Fredrik Sejersted.

## Sejersted som historiker
Francis Sejersted var docent i historie ved Universitetet i Oslo 1971–1973 og derefter professor i social og økonomisk historie samme sted fra 1973 til 1998. Fra 1988 til 1998 var han direktør for Senter for teknologi og kultur ved Universitetet i Oslo. Han var fra 1999 tilknyttet Institut for samfundsforskning.
Fra 1971 til 1975 redigerede han Historisk Tidsskrift.
Sejersted regnes som en af grundlæggerne af økonomisk historie som selvstændig historisk deldisciplin. Han var også en af de første i Norge som fik et professorat i økonomisk historie. Han skrev Fra Linderud til Eidsvold Værk (to bind, 1972, 1978) om overgangen til industrisamfund i Norge på 1800-tallet set i lyset af Mathiesen Eidsvold Værks udvikling, som var et af landets ledende trefordelingsbedrifter. I 1973 skrev Sejersted om den tidligere chef i Norges Bank, Nicolai Rygg, i bogen Teori, ideal og virkelighet: Nicolai Rygg og pengepolitikken i 20-årene. Dette regnes som et centralt værk om paripolitikken i 1920'erne, hvor norsk økonomi gennemgik en særnorsk lavkonjunktur på grund af et ønske om at genvinde pengeværdien som før 1. verdenskrig.
I 1970'erne formulerede historikerne Sejersted, Even Lange og Tore Jørgen Hanisch det som skulle blive den ledende forståelsen af Norges vej ud af krisen i 1930'erne: At krisen blev overvundet gennem teknologisk ændring og vækst i hjemmenæringerne, og ikke gennem keynesiansk efterspørgselsvækst eller eksport. Denne forståelse kan kort opsummeres ved begrebet «vekst gjennom krise». Først i anden halvdel af 1990'erne blev dette syn udfordret af en ny generation af historikere, anført af Einar Lie, Erlend Bjørtvedt og Christian Venneslan.
I 1980'erne var Sejersted initiativtager til det der blev igangsat som et tværfaglig forskningsprojekt om teknologihistorie, han var blandt andet projektleder for historieværket Norsk Hydros Historie i forbindelse med Norsk Hydros 100-års jubilæum. Sejersted argumenterer mod den teknologideterministiske position i historiefaget.
Sejersteds syntese for tolkningen af den historiske udvikling de sidste 200 år i Norge er kendt som «demokratisk kapitalisme». Han fremførte betydningen af småborgerskab og lokale demokratiske kræfter fra 1800-tallet og fremover. Dette står i kontrast til den dominerende tolkning, hvor bonde og arbejderbevægelsens vækst er i fokus. Sejersted tog til orde for at se 1800-tallets politiske udvikling som et udslag af retsstatsideologien. Dette i kontrast til Jens Arup Seips teori om embedsmandsstaten. Fravær af et stærkt industriborgerskab (som Wallenbergerne i Sverige) gjorde at staten fik en fremskudt plads i det norske system. Staten spillede ifølge Sejersted rollen som «kompensatorisk» borgerskab.
I 2005 modtog han Sverre Steen-prisen.

## Hverv
Sejersted var medlem af Den Norske Nobelkomite 1982–99, fra 1991 som formand. 1990 til 1999 var han også bestyrelsesmedlem i Nobelstiftelsen, Stockholm.
Sejersted er medlem af Det Norske Videnskaps-Akademi (fra 1976), Det Norske Akademi for Sprog og Litteratur (fra 1985), Academia Europaea (fra 1989), Det Kongelige Danske Videnskabernes Selskab (fra 1993), Norges Tekniske Vitenskabsakademi (fra 1995), Kungliga Vetenskapsakademin (fra 1997) og Det Kongelige Norske Videnskabers Selskab (fra 2001). Fra 1996 til 1999 var han formand i den regerings oprettede Ytringsfrihetskommisjonen og fra 2000 til 2011 bestyrelsesformand i Institutionen Fritt Ord.
Sejersted var medlem af Høyre og var i 1962 formand i Det Norske Studentersamfund. Han regnes som en fremtrædende repræsentant for den værdikonservative fløj i Høyre. Han var redaktør af den konservative studenterforenings tidsskrift Minerva i 1958.

## Udmærkelser
- kommandør af St. Olavs Orden
- Dannebrogordenen
- Nordstjerneordenen.[7]